# Джеймс Редфилд
Джеймс Редфилд (на английски: James Redfield) е американски писател на бестселъри в жанра фантастика и мистика, лектор, сценарист и филмов продуцент.

## Биография и творчество
Джеймс Редфилд е роден на 19 март 1950 г. в Бирмингам, Алабама, САЩ. Израства в селски район близо до Бирмингам. Възпитан в Методистката църква, която е ориентирана към общността, той все пак е разочарован от липсата на отговори на въпроси относно истинската същност на духовния опит.
През 1972 г. завършва Университета в Обън, Алабама с бакалавърска степен по социология, а през 1974 г. с магистърска степен по консултиране. В университета изучава източните философии, включително даоизма и дзен.
След университета работил в продължение на 15 години като терапевт на малтретирани деца и юноши. През това време той е бил привлечен от движението за човешки потенциал и се обръща към него по отношение на теориите за интуицията и психическите явления, които биха помогнали на неговите клиенти.
През 1989 г. той напуска работата си като терапевт, за да се отдаде на писателската си кариера, синтезиране на интереса му в интерактивната психология, източните и западни философии, науката, футуризма, екологията, историята и мистицизма.
Пише първия си роман „Селестинското пророчество“ от януари 1989 г. до април 1991 г. Използва подхода „приключение-притча“, който нарича „част Индиана Джонс, част Скот Пек“. Създава модел за духовно възприятие и актуализация, която резонира с милиони хора и се фокусира върху мистериозни съвпадения, които се случват в живота на всеки от нас. Съвпадения, които ни внушават, че трябва да усещаме собствената си духовна съдба. В романа Редфилд влага своя предишен опит, срещи и спомени, мистика и духовни преживявания.
След като не намира издател, през 1992 г. Редфилд публикува романа със собствени средства. Той предизвиква небивал интерес от страна на читателите и книжарите, и „Селестинското пророчество“ става един от най-успешните самостоятелно издадени книги на всички времена.
Романът веднага намира издатели и бързо се изкачва до №1 в списъка на „Ню Йорк Таймс“, където остава в продължение на три години, и води до многократни преиздавания. Преведен е на 34 езика и е продаден в над 20 млн. екземпляра по целия свят.
През 2006 г. романът „Селестинското пророчество“ е филмиран с участието на Матю Сетъл, Томас Кречман, Сара Уейн Калис. Редфилд е сценарист и продуцент на продукцията.
Популярността на романа се застъпва с продължението му в романа „Десетото откровение“, което излиза през 1996 г. и също става бестселър. Двете книги стават общо най-продаваните в света през тази година.
През октомври 1997 г. Редфилд е удостоен с престижния медал на председателството на италианския Сенат на международната конференция на „Pio Manzu“ в Римини, Италия. „Pio Manzu“ е нестопанска организация към ООН, ръководена от Михаил Горбачов.
През 1999 г. Редфилд издава третата част от Селестинския цикъл – „Тайната на Шамбала“, а през 2011 г. и четвъртата част „The Twelfth Insight: The Hour of Reconing“.
Освен художествените произведения Джеймс Редфилд пише и много документални книги свързани с темата на романите. Освен това пише широко по темата на човешкото духовно осъзнаване и развитие на човека, и е активен в световен мащаб в усилията да спасим последните останали обекти от дивата природа.
През март 2004 г. Редфилд е награден със световната награда на „Wisdom Media Group“ за ангажирането му в дискусия за характера на човешкото съществуване и за продължаващите му усилия и принос за подобряване на човечеството.
Джеймс и Сале Редфилд са основателите на глобалния проект за молитва „Global Prayer“, два пъти месечно по теле-уеб линия, чрез която предлагат световна обща молитва и медитация за всички, които се включат в линията на определения час.
Джеймс Редфилд живее със съругата си, писателката Сале Мерил, в Алабама и Аризона.

## Произведения

### Серия „Селестински цикъл“ (Celestine Prophecy)
1. Селестинското пророчество, The Celestine Prophecy (1992)
2. Десетото откровение, The Tenth Insight: Holding the Vision (1996)
3. Тайната на Шамбала, The Secret of Shambhala (1999)
4. The Twelfth Insight: The Hour of Reconing (2011)

### Документалистика
- Селестинското пробуждане, The Celestine Vision: Living the New Spiritual Awareness (1995)
- The Celestine Prophecy: An Experiential Guide (1995) – в съавторство с Керъл Ейдриън
- The Tenth Insight: Holding The Vision: An Experiential Guide (1996) – в съавторство с Керъл Ейдриън
- Exploring the Zone (2000) – в съавторство с Лари Милър
- Clearing for the Millennium (2001)
- God and the Evolving Universe (2002) – в съавторство с Майкъл Мърфи и Силвия Тимбърс
- The Celestine Prophecy: The Making of the Movie (2006) – в съавторство с Монти Джонс